# بارك دي لاس أفينيداس (محطة مترو أنفاق مدريد)
بارك دي لاس أفينيداس (بالإسبانية: Parque de las Avenidas)‏ هي محطة مترو أنفاق في مدريد في إسبانيا، تقع على الخط رقم 7.